# Burning Shed
La Burning Shed è un'etichetta discografica indipendente, fondata nell'aprile 2001 da Tim Bowness e Peter Chilvers, in associazione con Pete Morgan.
La Burning Shed tiene anche il negozio online di Porcupine Tree, No-Man, OSI, Medium (Jansen, Barbieri and Karn), 21st Century Schizoid Band, Rothko, Roger Eno, Hugh Hopper e Hatfield and the North.
Da marzo 2008 la Burning Shed diventa il distributore online ufficiale della Peaceville Records, e della Kscope (che fa parte della Snapper Music) dall'aprile 2008.

## Artisti/Online Shops
- Porcupine Tree
- No-Man
- The Resonance Association
- Hatfield and the North
- OSI
- Chroma Key
- Hugh Hopper
- Roger Eno
- 21st Century Schizoid Band
- Theo Travis
- Steve Adey
- Medium Productions (Jansen, Barbieri & Karn)
- Kevin Hewick
- Peter Chilvers/Alias Grace
- Bass Communion
- IEM
- Jan Linton
- Michael Bearpark
- Darkroom
- Os
- Tim Bowness
- Steven Wilson
- Ex- Wise Heads
- Nosound/Giancarlo Erra
- Martin Grech
- Centrozoon
- Trey Gunn
- Markus Reuter
- Europa String Choir
- henry fool
- TUNER
- Andrew Keeling
- Terry Stamp
- Um
- William D Drake
- Mick Harris
- Andy Butler
- Mask/Marvin Ayres/Sonja Kristina
- Michael Peters
- Wizards of Twiddly
- Stefano Panunzi
- Fjieri